# Europäischer Tag der Sprachen
Der Europäische Tag der Sprachen geht auf eine Initiative des Europarates zurück. Ziel des jährlichen Aktionstages am 26. September ist es, zur Wertschätzung aller Sprachen und Kulturen beizutragen, den Menschen die Vorteile von Sprachkenntnissen bewusst zu machen, die individuelle Mehrsprachigkeit zu fördern und die Menschen in Europa zum lebensbegleitenden Lernen von Sprachen zu motivieren. Dabei soll das reiche Erbe der 200 europäischen Sprachen bewahrt werden.

## Historischer Hintergrund
Erstmals fand der Aktionstag im  Jahr 2001, dem Europäischen Jahr der Sprachen statt; noch ohne genauen Termin beschlossen im Sommer 2000. Nach dem Erfolg wurde am 6. Dezember 2001 entschieden, ab dem Jahr 2002 jedes Jahr einen „Europäischen Tag der Sprachen“ zu feiern. Damit sollte die Förderung der Mehrsprachigkeit weitergeführt werden. Der Tag wird seither jährlich am 26. September gefeiert. Im Rahmen des Aktionstages unterstützt der Europarat zusammen mit der Europäischen Union Initiativen, Aktionen und Veranstaltungen rund ums Sprachenlernen. Derzeit wird der Tag in bis zu 45 Ländern für Aktionen genutzt. Diese werden vom Europäischen Fremdsprachenzentrum (EFSZ/ECML/CELV) des Europarates in Graz koordiniert und mit Partnerorganisationen in den einzelnen Ländern lokal durchgeführt.
In Graz selbst findet unter reger Beteiligung des Europäischen Fremdsprachenzentrums und des Sprachennetzwerks Graz seit 2013 das jährliche Sprachenfest auf der Grazer Murinsel bzw. seit 2016 im Graz Museum statt.
Der erste „Tag der deutschen Sprache“ fand anlässlich des ersten „Europäischen Tages der Sprachen“ am 26. September 2001 statt.

## Die Sprachen in Europa

### Innerhalb der Europäischen Union
- Amtssprachen: (alphabetisch)
  - ab 1957, im Europa der Sechs: Deutsch, Französisch, Italienisch und Niederländisch.
  - ab 1973, im Europa der Neun: die vorigen 4 + Dänisch und Englisch.
  - ab 1981, im Europa der Zehn: die vorigen 6 + Griechisch
  - ab 1986, im Europa der Zwölf: die vorigen 7 + Portugiesisch und Spanisch.
  - ab 1995, im Europa der Fünfzehn: die vorigen 9 + Finnisch und Schwedisch
  - ab 2004, im Europa der Fünfundzwanzig: die vorigen 11 + Estnisch, Lettisch, Litauisch, Maltesisch, Polnisch, Slowakisch, Slowenisch, Tschechisch und Ungarisch
  - ab 2007, im Europa der Siebenundzwanzig: die vorigen 20 + Bulgarisch, Irisch (Vertragssprache seit 1973) und Rumänisch
  - ab 2013, im Europa der Achtundzwanzig: die vorigen 23 + Kroatisch
- Halbamtliche Sprachen: Baskisch, Galicisch, Katalanisch, Luxemburgisch.
- Keine Amtssprachen: Bretonisch, Friaulisch, Friesisch, Kaschubisch, Korsisch, Ladinisch, Niederdeutsch, Okzitanisch, Samisch, Sardisch, Sorbisch und weitere.

### Außerhalb der Europäischen Union
Amtssprachen (ausschließlich) außerhalb der Europäischen Union:
- Albanisch
- Baschkirisch (russische autonome Republik Baschkortostan)
- Belarussisch
- Bosnisch
- Färöisch
- Gagausisch (Autonome territoriale Einheit Gagausien, Teil der Republik Moldau)
- Isländisch
- Katalanisch (in Andorra)
- Komi (russische autonome Republik Komi)
- Mazedonisch
- Norwegisch, Bokmål
- Norwegisch, Nynorsk
- Rätoromanisch, eine Landessprache der Schweiz
- Russisch
- Schottisch-gälisch
- Serbisch
- Tatarisch (in der russischen Autonomen Republik Tatarstan)
- Türkisch
- Ukrainisch
- Walisisch